# Егзегетика
Егзегетика (стгрч. , транслит. , од ἐξήγησις (ексигисис) — „тумачење, излагање”) је део теологије у коме се тумаче библијски и други верски текстови; доктрина тумачења текстова, углавном античких, чије је првобитно значење замагљено због старости или недовољне очуваности извора.
Егзегеза је назив за тумачења библијских и других верских текстова.
Према егзегетици, разумевање се постиже граматичким проучавањем језика, проучавањем историјских стварности и откривањем наговештаја чије је значење временом постало несхватљиво; конкретно психолошко истраживање и разматрање законитости форме дела.
Егзегеза је послужила као главни извор херменеутике. И поред тога што се ови појмови понекад користе као синоними, појам херменеутике је много шири; ако је егзегеза искључиво тумачење текстова, онда херменеутика укључује тумачење свих видова комуникације, писане, вербалне и невербалне.

## Хришћанство
Међу хришћанима постоји много различитих ставова о тумачењу Библије. У основи, они се своде на два главна концепта:
- Егзегеза Откровења полази од премисе да су текстови Светог писма откривени и да су њихови аутори надахнути самим Богом. Дакле, егзегеза мора полазити од чињенице да се иза непосредно написаног крије додатно дубље и не увек јасно изражено значење, које треба открити.
- Рационална егзегеза полази од премисе да су писци Светог писма били надахнути писци, а смисао онога што је речено у Светом писму треба тражити у стварностима тог доба и проучавању личних својстава и карактера аутора текстове.

### Библијски коментари
Најпопуларнији облик библијске егзегезе је библијски коментар. Обично се објављују у више томова, попут енциклопедије, при чему је сваки том посвећен једној или две књиге Библије, и тумаче књиге истим редоследом како се појављују у Библији. Сваки коментар се обично састоји од увода након чега следи детаљна анализа текста. Све до почетка 20. века коментаре је обично писао један аутор, који је детаљно износио своје виђење Светог писма. Данас се обично практикује писање коментара на Библију од стране тима аутора, при чему сваки даје коментар на појединачне књиге. Коментари се обично разликују по начину на који тумаче, посебно, аутори који припадају различитим верама различито коментаришу Библију; Коментари се такође разликују по дубини, тачности и снази теолошке и критичке мисли.

#### Јудаизам
Традиционалну егзегезу у јудаизму представља рабинска литература, која укључује Мишну, оба Талмуда и Мидраш. У јудаизму, егзегеза се назива мефаршим (хебрејски: מפרשים), што значи „коментатори“.
Мишна је убрзо постала предмет самог тумачења. То су урадили амораим (објашњачи) истовремено у Палестини и Вавилонији, тако да постоје два Талмуда – Јерусалимски Талмуд (Талмуд Иерусхалми) и Вавилонски Талмуд (Талмуд Бавли).
Мидраш је хомилетички метод егзегезе, збирка коментара на Танах, тумачење Мојсијевих параграфа Торе који се односе на јеврејски закон. Мидраш је подељен на два велика одељка – корпус правних и ритуалних закона који се називају „халакха“, што је егзегеза писаног закона Торе, и незаконодавна агада, егзегеза оних одломака Торе који нису везане за законе јудаизма, али су поучне приче за све прилике.
У халахијском, као и у агадичком тумачењу, тумач не настоји толико да тражи изворни смисао текста, колико да пронађе потврду у Тори сопствених концепата и идеја, правила понашања и учења, за које би воле да пронађу библијске основе. Томе је, с једне стране, олакшало уверење да су речи Торе полисемантичне, а, с друге стране, и најмање карактеристике текста биле су подложне озбиљном тумачењу. Због тога су тумачења Мидраша све више одступала од првобитног значења Светог писма.
Танахитско тумачење разликује два различита приступа егзегези, од којих први карактерише проналажење теза из Библије као средства за доказивање своје тачке гледишта, други коришћењем одломака из Библије који служе као мнемотехника – ове две употребе библијски текст је касније практиковала вавилонска школа.
Вавилонски Амораими су били први који су употребили израз псхат (једноставно) за означавање примарног значења Светог писма, за разлику од драсх, дубљег значења које откривају тумачи. Ова два нивоа су касније постала важне карактеристике у историји јеврејског тумачења Библије.
Масорети су се у седмом веку посветили очувању првобитног значења светих списа, додавању самогласника и интерпункције за правилно читање текста, с једне стране су допринели очувању првобитног значења, с друге стране дали су рађање нове гране егзегезе која тумачи њихове иновације.
Јеврејска егзегеза се није завршила писањем Талмуда и наставила се током векова у различитим центрима за проучавање светих списа широм света. До данас се наставља проучавање и тумачење Танаха, а егзегеза се сматра важном за разумевање значења Светог писма.

## Индијска филозофија
Мимамса је школа индијске филозофије, звана и Пурва Мимамса, озбиљно се бавила егзегезом древних индијских текстова, дала је озбиљан подстицај развоју филологије и филозофије језика. Бартрихаријева дела излажу доктрину о нераскидивој вези између звука и његовог значења (означеног и означеног).

## Ислам
Тефсир (арапски: تفسير‎, „тумачење“) је арапски израз за егзегезу, или коментар, Курана. Аутор тефсира се зове муфасир (арапски: 'مفسر‎, множина: арапски: مفسرون‎, муфассирун).
Тафсир не укључује езотерична и мистична тумачења, која се називају Тавил. Езотерична тумачења обично нису у супротности са општеприхваћеним тумачењима; Мухамедови хадиси изјављују да Куран има дубљи ниво разумевања, а овај ниво има још дубљи, а постоји седам таквих нивоа.